# Cabrette
Ne doit pas être confondu avec chabrette.
La cabrette est un instrument à vent de musique traditionnelle auvergnat de la famille des cornemuses à anche double et composé d'un sac de cuir de chèvre duquel le nom cabrette tire son origine. La cabrette à bouche est une forme ancienne de la cabrette qui ne se joue plus actuellement. La cabrette à soufflet est apparue au XIXe siècle dans la communauté auvergnate de Paris, elle s'est ensuite rapidement répandue en Auvergne, notamment dans le Cantal, et dans les autres hauts pays environnants. Instrument principal des bourrées et bailles folkloriques, la cabrette est aussi jouée dans les orchestres et dans des groupes de musiques actuelles par les cabrettaïres. En France, la transmission de ce savoir est assurée par des conservatoires et des associations.
La pratique de la cabrette a été inscrite à l'Inventaire du patrimoine culturel immatériel en France, depuis 2017.

## Étymologie
Cabrette est la forme francisée du mot occitan aurillacois cabreta, qui signifie « petite chèvre ».

## Facture
L’instrument est constitué d’un porte-vent qui relie le sac à un soufflet pour l’alimentation en air. Autrefois le sac en peau de chèvre (d'où le nom de l'instrument) se gonflait à la bouche comme la plupart des cornemuses. L'ajout du soufflet remonte au milieu du XIXe siècle.
Il comporte un tuyau mélodique à anche double, le hautbois qu'on appelle aussi « le pied » . Il est à perce conique et est souvent tourné en bois d'ébène, en palissandre ou encore en buis ; sa tonalité est toujours donnée en centimètres. On parle par exemple d’un « pied de 39 » pour un hautbois en Do, mais il en existe de différentes longueurs et de différentes tonalités.
Il y a également un tuyau d'accompagnement accolé au pied appelé chanterelle ou bourdon. Il n'est pas toujours fonctionnel et il est souvent obturé. Il permet d'utiliser la note dominante grave de l'instrument à la fois comme effet rythmique et comme pédale harmonique.

## Facteurs reconnus
Plusieurs facteurs ont laissé une trace dans l'histoire de instrument, c'est le cas de Joseph Costeroste, Alias, Franc, Amadieu, Combabessou, Roque ou Dufayet qui fut le dernier des fabricants historiques parisiens et a travaillé Passage Thiéré à Paris dans le 11e arrondissement jusqu'en 1938.

## Joueuses et joueurs de cabrette célèbres
- Antoine Bouscatel
- Joseph Costeroste
- Martin Cayla
- Joseph Ruols, né à Cantoin (Aveyron) en 1927[4]
- Théodore Noël
- Louis Jarraud[5],[6]

## Confusions entre la cabrette et la chabrette
Il ne faut pas confondre la chabrette et la cabrette qui sont certes des cousines proches, mais qui ont tout de même leurs particularités. La différence visible entre ces deux instruments est que la cabrette possède un seul bourdon, contrairement à la chabrette qui en possède deux : un à côté du tuyau mélodique et un sur le sac qui va se poser sur le bras,,. Enfin, la cabrette se gonfle la plupart du temps avec un soufflet, alors que la chabrette se gonfle uniquement à la bouche.